# Cérnalevevős játék

Kereszt vagy kezdés figura

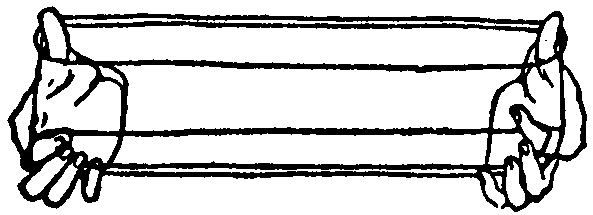
Cincin vagy víz

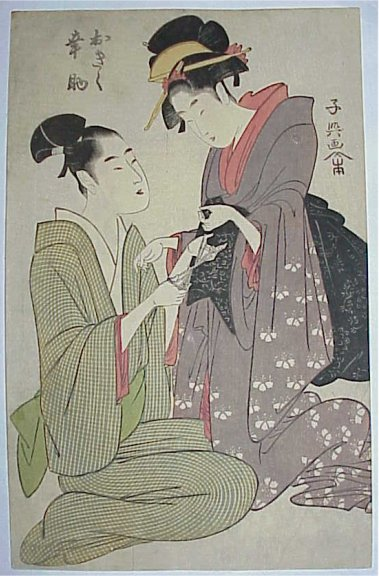
The lovers Okiku and Yosuke play cat’s cradle, by Eishōsai Chōki (1804).

A cérnalevevős játék vagy szövés egy végtelenített zsinórral vagy cérnával végzett játék, melynek során az egyik játékos kezére és ujjai közé meghatározott rend szerint felfűzi, majd a másik játékos szintén az adott szabályok szerint ujjaival alányúl és anélkül hogy szétesne a figura, átveszi egy új elrendezést hozva létre. Az egész játék és az egyes figurák neve, sorrendjük és a figurák száma igen különböző lehet. A játék különböző változatai az egész világon ismertek. Eredete homályos, valószínűleg Kínából vagy Koreából származik. Újabban nálunk is terjed a játék angol nevének szó szerinti fordítása, a macskabölcső elnevezés, mely Kurt Vonnegut Macskabölcső című regénye után vált ismertté.
A játék mindig a kereszt vagy kezdés figurából indul ki, majd a játékosok felváltva ujjaikkal leszedik társuk kezéről a fonalat újabb és újabb formákat hozva létre. A nálunk szokásos elrendezések neve: cincin, koporsó, bölcső vagy kecske, zabszem vagy szőnyeg. Ezek mindegyike szimmetrikus alakzat és általában egy mozdulattal származtatható a megelőzőből. Japánban és Hawaiin egyedül játsszák.
Kínában a játék neve Kang szok (= kötél lyuk). A navaho indiánok azt mondják, hogy őseiket a pókemberek tanították meg a játékra, a zuni nép pedig úgy tudja, hogy Pók nagymama adta nekik a játékot.

## Világrekord
Geneva Hultenius, Maryann DiVona, és Rita Divona 21 óra alatt  21 200 macskabölcsőt készített Chula Vistában (California) 1974. augusztus 17. és 18. között. A Guinness Rekordok Könyve 1975-ös és 1976-os kiadásában ez a teljesítmény a világrekordok között szerepelt
Ezt Jane Muir és Robyn Lawrick 22 700 játékkal 1976. augusztus 25-én Kanadában megdöntötte.

## Külső hivatkozások
- Gazda Klára: Gyermekvilág Esztelneken. Néprajzi monográfia
- "Cat's Cradle String Game for Two", Alysion.org.
- "How to Do Cat's Cradle: Step-by-step pictures and instructions", IfYouLoveToRead.com.